# Katastrofa lotu USAir 427
Katastrofa lotu USAir 427 – katastrofa lotnicza, która wydarzyła się 8 września 1994 roku. Boeing 737-3B7 należący do USAir (nr rej. N513AU), lecący z Chicago do Pittsburgha (lot nr 427), rozbił się w trakcie podchodzenia do lądowania. W katastrofie zginęły 132 osoby (127 pasażerów i 5 członków załogi) – wszyscy na pokładzie.

## Przebieg lotu

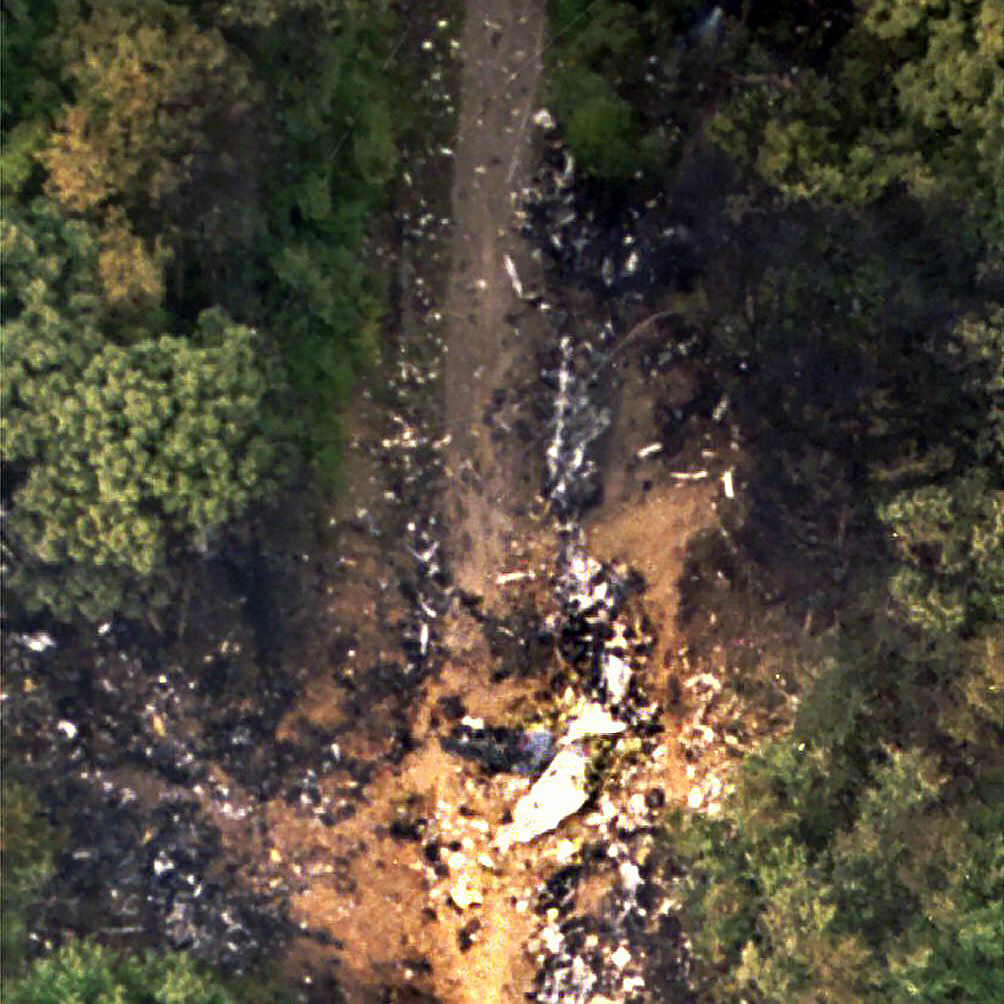
Miejsce katastrofy lotu 427

Boeing 737-3B7 odbywający lot nr 427, miał 7 lat i wylatane 23 tys. 846 godzin. Kapitanem samolotu był Peter Germano, a drugim pilotem był Charles „Chuck” Emmett III. Maszyna wystartowała z lotniska O’Hare International Airport w Chicago do Pittsburgh International Airport. Na pokładzie znajdowało się 127 pasażerów i 5 członków załogi.
Około godziny 19:00 samolot zbliżał się do lotniska w Pittsburgh. 10 kilometrów przed samolotem linii USAir leciał Boeing 727 linii Delta Air Lines, który już był w trakcie podchodzenia do lądowania. W pewnym momencie samolot linii USAir, w trakcie przebijania się przez turbulencje spowodowane przez poprzedzający samolot, gwałtownie przechylił się w lewo i wpadł w lot nurkowy. Piloci do ostatnich sekund usiłowali ratować maszynę przed katastrofą – bez rezultatu. Boeing rozbił się w lesie w miejscowości Aliquippa, położonej kilka kilometrów pod Pittsburghiem.
W katastrofie zginęły 132 osoby – wszyscy na pokładzie. Nazajutrz lokalne władze ogłosiły w promieniu kilku kilometrów od miejsca katastrofy zagrożenie epidemiologiczne ze względu na porozrzucane po lesie szczątki ciał ludzkich.

## Przyczyny katastrofy
Przyczyną była utrata steru kierunku, spowodowana awarią systemu PCU – odpowiadającego za sterowność samolotu. W momencie katastrofy zawór kontrolujący stery zatkał się i w samolocie przestał działać ster kierunku. Awaria systemu PCU okazała się wadą fabryczną i po latach, gdy ustalono przyczynę tragedii, władze nakazały wymienić wadliwe zawory we wszystkich boeingach.

## Inne przypadki
Podobne przypadki awarii systemu PCU z udziałami Boeingów 737 wydarzyły się dwa razy. 3 marca 1991, Boeing 737-291 należący do linii United Airlines lecący z Denver do Colorado Springs rozbił się zabijając 25 osób. Z kolei 9 czerwca 1996 samolot linii Eastwind Airlines, gwałtownie przechylił się na prawo w czasie podchodzenia do lądowania Richmond, jednak maszyna w ostatniej chwili odwróciła się do pozycji właściwej i pilotom udało się bezpiecznie wylądować. Dopiero po zdarzeniu w Richmond udało się rozwiązać przyczyny katastrof w Colorado Springs i Pittsburghu (zobacz osobny artykuł – Incydent lotu Eastwind Airlines 517).